# Holloway (Londyn)
Holloway – dzielnica Londynu, leżąca w gminie London Borough of Islington. W 2011 dzielnica liczyła 14983 mieszkańców.